# Česko-německá a Slovensko-německá komise historiků
Československo-německá komise historiků byla založena v roce 1990 ministry zahraniční Hansem-Dietrichem Genscherem za SRN a Jiřím Dienstbierem za ČSFR. Po rozdělení Československa vznikly dvě komise (Česko-německá a Slovensko-německá). Německá sekce obou komisí má stejné personální složení a obě komise obvykle pracují dohromady.

## Poslání
Cílem komise je zkoumat dějiny Němců, Čechů a Slováků. Hlavní důraz je kladen na dějiny 20. století. Komise se pokouší analyzovat spojující a rozdělující životní příběhy Němců, Čechů a Slováků v širším historickém kontextu a srovnávací perspektivě a snaží se přispět ke zpracování konfliktních témat mezi Němci a Čechy (příp. Slováky). Komise se snaží jako vědecké fórum zpracovávat témata, otázky a cíle nezávisle na politické moci.
Od roku 2009 se komise v rámci Česko-německé a Slovensko-německé komise historiků zabývá vydáváním komentované sbírky pramenů k dějinám 20. století, která by měla sloužit jako pomůcka při vyučování na německých, českých a slovenských školách. Kniha se zabývá hlavními tématy, vyučovanými ve vyšších ročnících všech tří zemí. K výkladu byla zvolena středoevropská perspektiva, přičemž jsou zde zmíněny i společné rysy a rozdíly i celoevropském kontextu.
9. září 2010 zveřejnili historici z Česko-německé a Slovensko-německé komise historiků (podpořeni Německo-polskou komisí učebnic) alternativní návrh k plánované dlouhodobé expozici, kterou plánovala Stiftung Flucht, Vertreibung, Versöhnung. Důvodem byla chybějící koncepce expozice a nedostatečná veřejná debata o plánech. Návrh komise tak stal impulzem k debatě o expozici.

## Členové

### Česká sekce
- prof. Dr. Miloš Řezník (předseda), Německý historický institut v Varšavě
- prof. PhDr. Zdeněk Beneš, CSc., Ústav českých dějin, Univerzita Karlova v Praze
- doc. PhDr. Kristina Kaiserová, CSc., Filozofická fakulta, Univerzita J. E. Purkyně v Ústí nad Labem
- prof. PhDr. Jiří Pešek, CSc., Institut mezinárodních studií, Univerzita Karlova v Praze
- PhDr. Václav Petrbok, PhD., Ústav pro českou literaturu české Akademie věd
- Dr. Lenka Adámková, Vědecký sekretariát

### Slovenská sekce
- PhDr. Edita Ivaničková, CSc. (předseda), Historický ústav Slovenské akademie věd, Bratislava
- prof. PhDr. Roman Holec, CSc., Filozofická fakulta Univerzity Komenského v Bratislavě
- PhDr. Dušan Kováč, DrSc., Slovenská akademie věd, Bratislava
- prof. PhDr. Eduard Nižňanský, CSc., Filozofická fakulta Univerzity Komenského v Bratislavě
- doc. PaedDr. Martin Pekár, PhD., Katedra historie FF UPJŠ, Košice
- PhDr. Michal Schvarc, PhD., Historický ústav Slovenské akademie věd, Bratislava
- PhDr. Martina Fiamová, PhD., Historický ústav Slovenské akademie věd, Bratislava

### Německá sekce
- Prof. Dr. Christoph Cornelißen (předseda), Univerzita Johanna Wolfganga Goetheho ve Frankfurtu nad Mohanem
- Univ.-Prof. Dr. Christoph Boyer, Univerzita Salcburk
- Univ.-Prof. i. R. Dr. Dr. h. c. Detlef Brandes, dříve na Ústavu pro kulturu a dějiny Němců ve východní Evropě na Univerzitě Heinricha Heineho v Düsseldorfu
- Prof. Dr. Dieter Gosewinkel, Vědecké centrum sociálního výzkumu Berlín
- Prof. Dr. Frank Hadler, Humanitněvědní centrum pro dějiny a kulturu středovýchodní Evropy na Univerzitě v Lipsku
- Prof. Dr. Claudia Kraft, Univerzita Siegen
- Prof. Dr. Michaela Marek, Humboldtova univerzita v Berlíně
- Prof. Dr. Martin Schulze Wessel, Historický seminář, Univerzita Ludvíka Maximiliána v Mnichově
- Prof. Dr. Tatjana Tönsmeyer, Univerzita Wuppertal
- Dr. Erik K. Franzen, Vědecký sekretariát, projekt Učebnice dějepisu, Collegium Carolinum, Mnichov